# Дін Цзюньхуей
Дін Цзюньхуей (кит. трад. 丁俊暉, спр. 丁俊晖, піньїнь Dīng Jùnhuī, МФА: [tiŋ ˥˥ ʨyn ˥˩ xueɪ ˥˥], нар.1 квітня 1987) — китайський професіональний гравець у снукер. Найкращий азійський гравець за всю історію. У грудні 2014 та у січні-лютому 2015 посідав перше місце у світовому рейтингу з снукеру.
Офіційно прописаний у китайській провіції Цзянсу, але живе у Шефілді (Англія), де володіє власною академією снукеру.